# Verbena macrosperma
Verbena macrosperma — вид трав'янистих рослин родини Вербенові (Verbenaceae), ендемік Аргентини.

## Опис
Рослина шершаво-щетиниста. Листки 6–7 см завдовжки, в контурі овальної форми, черешкові, з трьома вузькими, перисто-розсіченими сегментами. Суцвіття колосоподібне, з 10–12 квітками.

## Поширення
Ендемік Аргентини. Зростає на скелястих схилах на висотах 0–1000 м.